# Tassili Airlines
Tassili Airlines — алжирская авиакомпания со штаб-квартирой в городе Алжир. Принадлежит государственной нефтяной компании Алжира Sonatrach.
Авиакомпания была основана в 1998 году. Tassili предоставляет регулярные рейсы из аэропорта Хуари Бумедьен, а также чартерные рейсы и вертолётные услуги, которые первоначально предназначались в основном для алжирской нефтяной промышленности.

## История

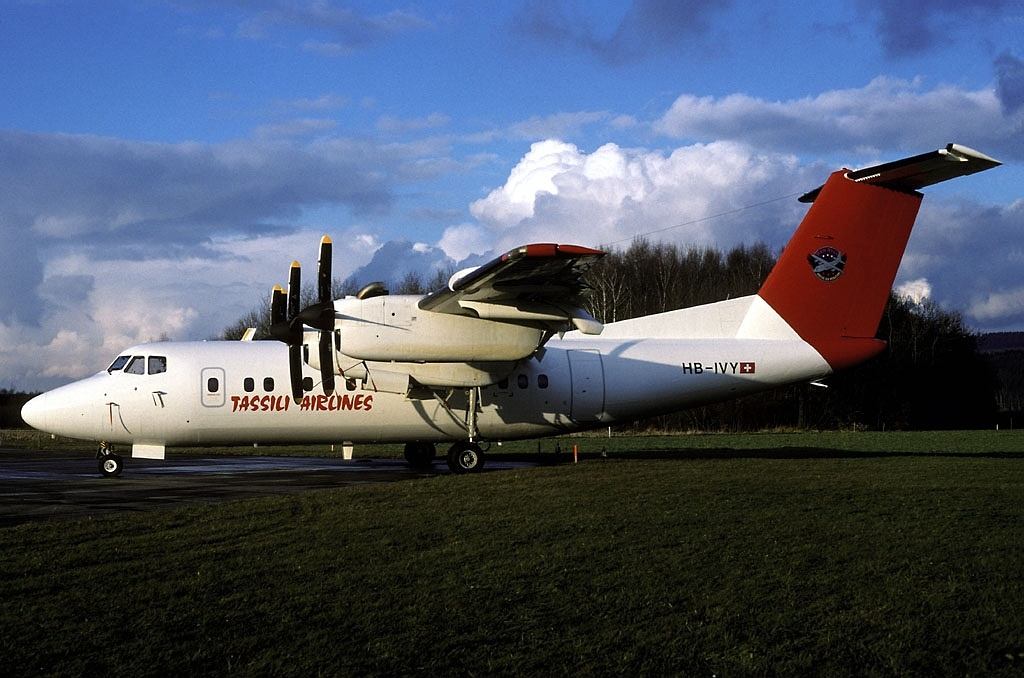
DHC-7 авиакомпании Tassili Airlines в старой ливрее (1999 год)

Авиакомпания Tassili Airlines была основана в 1998 году как совместное предприятие Air Algérie и компании Sonatrach, обе из которых принадлежат государству. Коммерческие рейсы были запущены 8 апреля 1999 года рейсом из Хасси-Месауда в Алжир.
В апреле 2005 года авиакомпания стала полностью принадлежать Sonatrach.
Авиакомпания Tassili Airlines стала членом Ассоциации африканских авиалиний в 2014 году.

## Флот

### Нынешний флот
По данным на февраль 2022 года флот авиакомпании Tassili Airlines состоит из следующих самолётов:

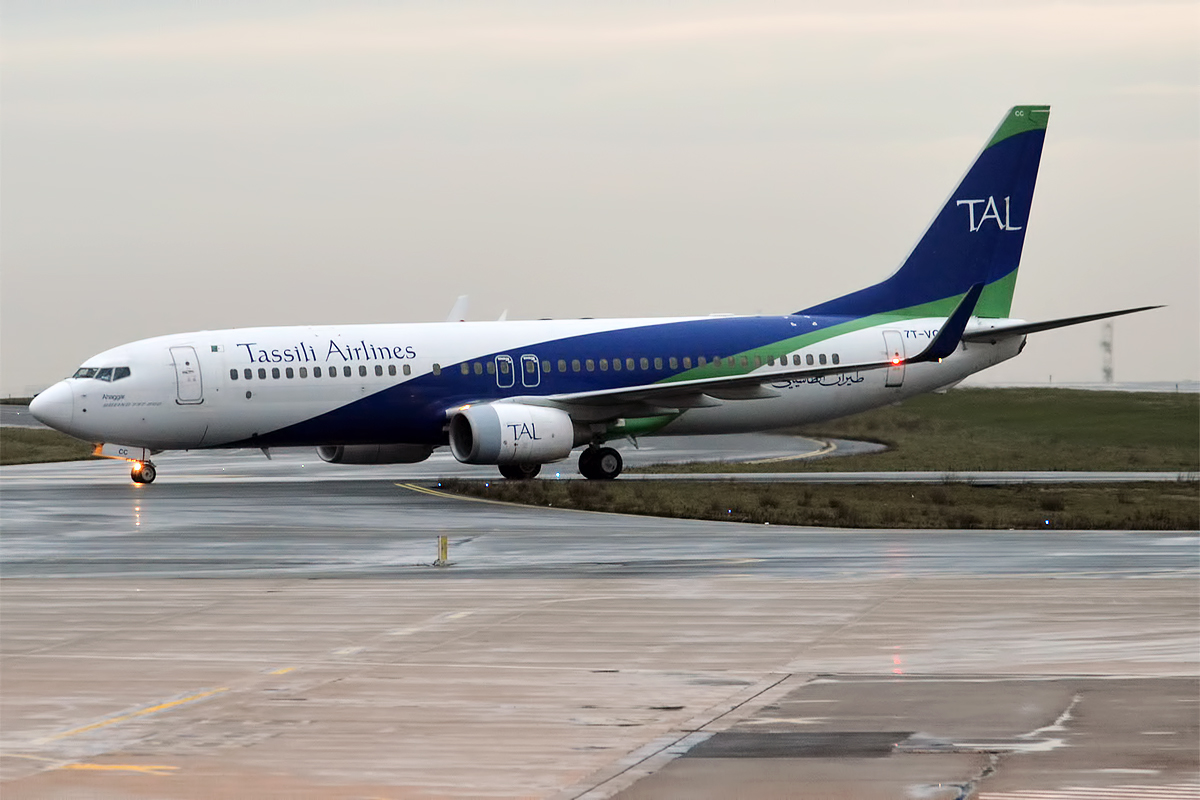
Boeing 737-800 авиакомпании Tassili Airlines

| Тип                    | Эксплуатируется | Заказано | Вместимость | Примечания |
| ---------------------- | --------------- | -------- | ----------- | ---------- |
| Boeing 737-800         | 7               | —        | 155         |            |
| Bombardier Dash 8-Q200 | 4               | 1        | 37          |            |
| Bombardier Dash 8-Q400 | 4               | 1        | 74          |            |
| Всего                  | 15              | 2        |             |            |

### Бывший флот
| Тип    | Год ввода | Год вывода | Примечания |
| ------ | --------- | ---------- | ---------- |
| ATR 42 | 2003      | 2006       |            |

Авиакомпания также эксплуатирует несколько типов небольших самолётов, в том числе Beechcraft 1900, Cessna 208 Caravan и Pilatus PC-6, а также вертолётами Bell 206.

## Авиационные происшествия и катастрофы
- 28 января 2004 года, около 21:00 по местному времени, самолет Beechcraft 1900 авиакомпании Tassili Airlines (регистрационный номер 7T-VIN) потерпел крушение в 10 километрах от аэропорта Гардая, где он должен был приземлиться, выполняя чартерный рейс из аэропорта Хасси Р'мейль[англ.]. Пилоту Мебарки Мохамеду пришлось прервать заход на посадку, потому что предыдущий приземлившийся самолёт вовремя не покинул взлётно-посадочную полосу. Во время маневрирования для повторного захода на посадку самолёт столкнулся с землёй правым крылом, которое впоследствии было оторвано. Из двух пассажиров и трёх членов экипажа, находившихся на борту, все, кроме второго пилота, выжили в катастрофе[6].
- 10 августа 2017 года вертолёт Bell 206 авиакомпании Tassili Airlines был уничтожен в результате столкновения с землёй и последующего пожара, когда упал в пустыре, примерно в 5 км к юго-западу от Дуера[англ.], Алжир. Все четверо, находившиеся на борту, погибли в результате катастрофы. Согласно сообщениям СМИ, вертолёт использовался для съемки новой железнодорожной линии с воздуха[7].